# 오학동
오학동(五鶴洞)은 경기도 여주시의 동이다.

## 역사
- 1992년 3월 2일 북내면 천송 2·3리, 오학 1·2리, 현암 1·2·3·4리, 오금리의 행정리 9개를 관할로 북내면 오학출장소를 설치하였다.[1]
- 2007년 3월 5일 여주읍의 확장을 위해 천송1리를 포함한 행정리 10개리(법정리 천송, 오학, 현암, 오금 4개리)를 여주읍에 편입하고 여주읍 오학출장소로 전환하였다. 천송1리는 주민이 여주읍 편입을 원하는 것으로 조사되고 법정리가 분리될 경우의 지명 분쟁을 우려하여 여주읍에 편입시켰다.[2]
- 2013년 9월 23일 여주시로 승격되면 이 지역에 행정동 오학동을 설치하기로 6월 27일 주민 조사에 따라 확정되었다.[3]
- 2013년 9월 23일 오학동이 설치되었다. 법정리는 법정동으로 전환되었다.

## 법정동
- 오금동(五今洞)
- 오학동(五鶴洞)
- 천송동(川松洞)
- 현암동(峴岩洞)

## 교통
여흥동, 중앙동과는 세종대교와 여주대교를 통해 연결된다.